# Spilococcus larreae
Spilococcus larreae är en insektsart som beskrevs av Ferris 1950. Spilococcus larreae ingår i släktet Spilococcus och familjen ullsköldlöss. Inga underarter finns listade i Catalogue of Life.